# 归德府文庙
归德府文庙位于河南省商丘市商丘古城东大街路北，2000年被列为第三批河南省文物保护单位。
归德府文庙于明初在归德府新城现址新建，明正德年间，知州刘信修葺。嘉靖三十四至三十八年，知府王有为、陈洪范重修，清以后亦有修葺。文庙原建筑有棂星门、泮池、名宦祠、乡贤祠、戟门、东西庑殿、敬一亭、启圣祠、教谕宅等建筑。现仅存大成殿、明伦堂和泮池。

## 大成殿
大成殿坐北朝南，面阔七间，进深四间，为单檐歇山式建筑，绿色琉璃瓦覆顶。尾脊正中坐宝瓶式脊刹，两边饰花脊，两端置正吻。垂、戗脊下端均有脊兽。两山设有木博风和博脊。檐下现无斗拱承檐，仅以雕花撑拱及其他平出构件承托四面檐部和角梁。殿内有12根金柱，柱顶石作鼓形，其表面浮雕二龙戏珠。

## 泮池

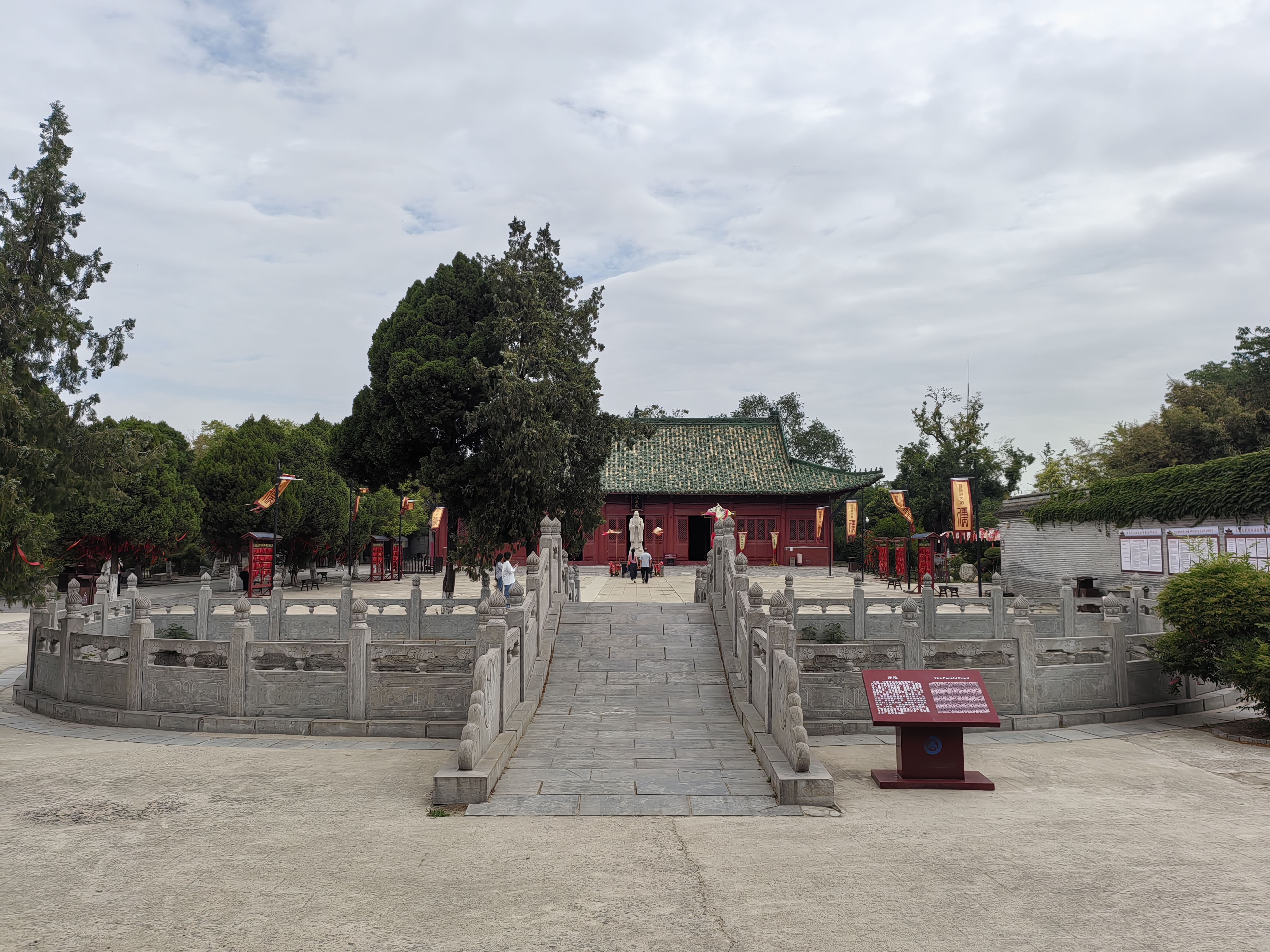
泮池

泮池位于大成殿南83米，东西直径19米，南北半径8.8米，中间建一座宽3米的小桥与大成殿正门相连。

## 明伦堂

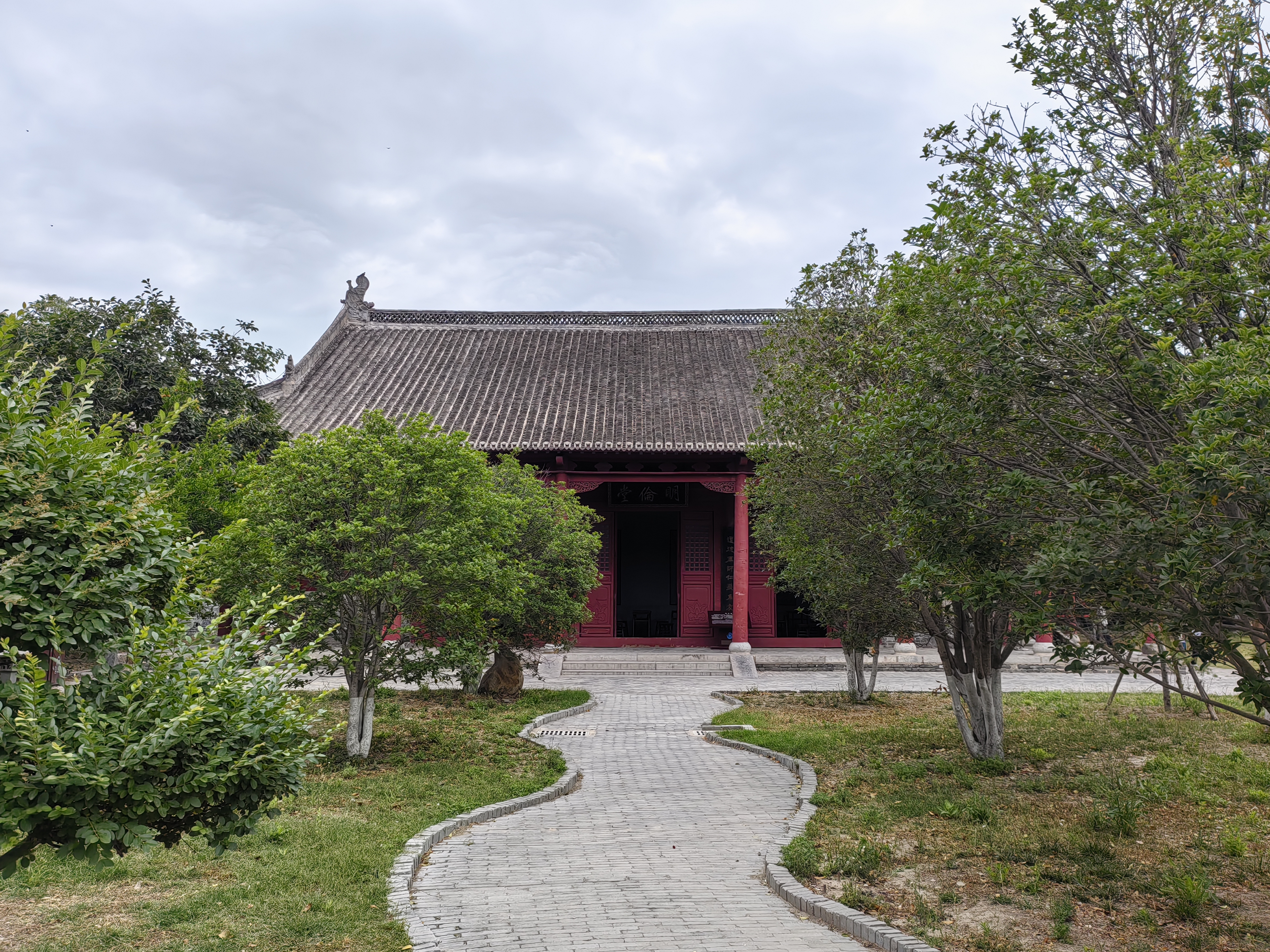
明倫堂

明伦堂面阔五间，进深三间，周围有宽2.4米的走廊，为单檐歇山式建筑，灰瓦顶，透空花脊。与大成殿类似，明伦堂檐下亦不用斗拱，而使用撑拱等木构件将殿堂檐子挑出较远。屋内梁架结构为抬梁式。